# Flores (apellido)

## Origen e historia
Apellido de origen asturiano, antes de existir Asturias como tal origen, en lo que se denominaba el ducado de Cantabria, pasó luego al reino asturiano como una rama nobiliaria de la familia Froilaz de ahí el nombre que tomaron sus descendientes y como era descendiente de la nobleza acopló el símbolo de las lises reales del siglo XIV al apellido con posterioridad, el linaje no las tuvo en su origen ya que estas heráldicas eran francesas, actualmente repartido por toda España e Hispanoamérica gracias a la repoblación española sobre las tierras de la nueva patria. Tiene especial presencia en Salamanca y Castilla y León, distribuidas por diversas conocidas familias de la Sierra de Francia, así como hoy en Andalucía, de donde era la famosa artista Lola Flores. Procede del nombre personal latino –Florus-, aplicación onomástica de la voz latina -flos, floris-, “flor”. Del nombre castellano –Floro- más el sufijo –ez- nació el patronímico Flórez, y de éste, por corrupción debido a la analogía con el castellano “flores”, nació Flores en recuerdo de su antepasado el rey Fruela II de León. En general, los historiadores hacen derivar el apellido Flores de nombre propio medieval Froyla o Fruela, muy antiguo en Asturias y Castilla. Así, el antiguo cronista Luís de Salazar cita a Ramiro Froylez, llamado así en memoria de sus antepasados, los Froylez, y las cinco veces que lo nombra lo llama Ramiro Flores.
Este prócer vivió en el siglo XIV y fue creado Caballero de la Banda por Alfonso XI. La Crónica del rey Fernando III habla de los servicios en la toma de Sevilla (1248) del Ricohombre Rodrigo Froylez; lo cita cinco veces y todas lo llaman Rodrigo Flores. También en Aragón es muy antiguo el apellido Flores, pues ya en el censo de hogares aragonés del año 1495 había casas del mismo en Zaragoza, Muniesa, Utrillas, Daroca, Orcajo, Calatayud, Magallón y Almudévar, algunas de cuyas ramas pasaron al antiguo Reino de Valencia. Probaron los Flores de las distintas casas su Hidalguía, a lo largo de varios siglos, ante las Reales Chancillerías de Valladolid y Granada, así como su nobleza para el ingreso en las antiguas Órdenes Militares. Igualmente es bien conocido el Marques de Flores en Salamanca del que dimanan muchas familias nobiliarias.

## Armas
El “Repertorio de Blasones de la Comunidad Hispánica” recoge, en primer lugar: En azur, tres flores de lis, de oro, bien ordenadas. Bordura de gules, con ocho aspas de oro.